# Son plus grand bluff
Pour plus de détails, voir Fiche technique et Distribution.
Son plus grand bluff ou Le Grand Bluff (Sein größter Bluff) est un film allemand de Henrik Galeen et Harry Piel, sorti en 1927.

## Synopsis
Harry et Henry Devall sont des frères jumeaux, dont la naissance n'a qu'une demi-heure d'écart entre Henry et Harry. Ce dernier travaille comme gérant pour la propriétaire d'une joaillerie, Madame Andersson et celle-ci le charge un jour de transporter des diamants en brillants à Nice et de les remettre à un client important, le sultan de Johore. En cours de route, les précieux bijoux sont volés et Harry, qui vient de rentrer d'Amérique, se précipite immédiatement au secours de son frère et tous deux partent enqupêter afin de retrouver les joyaux. La coupable est rapidement identifiée, il s'agit d'une dame du demi-monde du nom d'Yvette qui, de ses longs doigts, avait récupéré les bijoux dans le sac d'Henry.
Les frères Devall parviennent à la surprendre alors qu'elle propose de son propre chef d'acheter les brillants à un maharadjah indien. Mais Yvette n'est  pas la seule à vouloir s'emparer des bijoux car toute une série d'escrocs tentent maintenant de les soutirer à Harry et Henry. Il s'avèreainsi que le prince indien n'est pas authentique mais les deux vrais jumeaux utilisent leur ressemblance frappante pour tromper les gangsters par un simple tour de passe-passe. Après de longs allers-retours et de courses poursuites, l'épreuve de force final a lieu dans un domaine à moitié en ruine entre Nice et Monte-Carlo. Les escrocs qui s'y sont rendus ont tous été arrêtés par la police, tandis que les bijoux sont définitivement entre de bonnes mains et Henry reçoit en récompense la main de la fille de sa patronne, Tilly Andersson.

## Fiche technique
- Titre original : Sein größter Bluff
- Titre français : Son plus grand bluff ou Le Grand Bluff
- Réalisation : Henrik Galeen et Harry Piel
- Scénario : Henrik Galeen et Herbert Nossen
- Pays d'origine : République de Weimar
- Format : Noir et blanc - 1,33:1 - Film muet
- Genre : comédie
- Date de sortie : 1927

## Distribution
- Harry Piel : Henry & Harry Devall
- Toni Tetzlaff : Madame Andersson
- Lotte Lorring : Tilly
- Albert Paulig : Mimikry
- Fritz Greiner : Hennessy
- Marlene Dietrich : Yvette
- Kurt Gerron : Rajah
- Eugen Burg : Police
- Hans Breitensträter